# Pederastia spartana

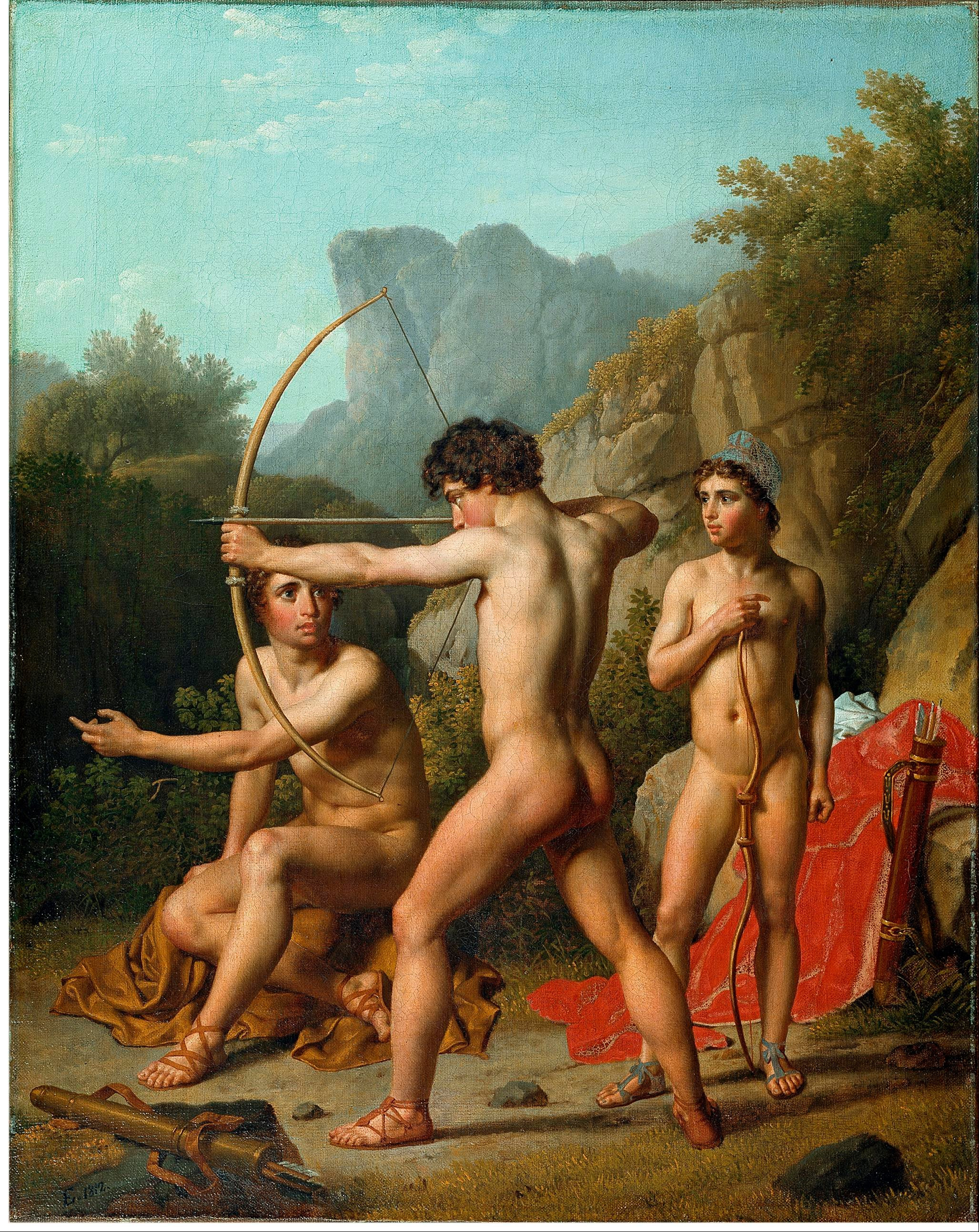
Tre ragazzi spartani si allenano nel tiro con l'arco (1812), di Christoffer Wilhelm Eckersberg

La tradizione della pederastia spartana, codificata dall'opera legislativa di Licurgo, includeva una forma di intimità e amicizia educativa tra un uomo e un ragazzo. Tale pratica, presente tra i Dori indoeuropei, potrebbe essere stata introdotta nell'antica Grecia proprio durante l'invasione di tali tribù in un periodo aggirantesi tra il 1200 e il 700 a.C. o, in alternativa, proveniente dalla civiltà minoica di Creta attraverso il rito iniziatico della pederastia cretese.
Sparta è considerata esser stata la prima polis a praticare il nudo ginnico o la nudità atletica, sistema di esercitazione fisica svolto in parallelo con le azioni più formali richieste dalla pederastia.
Il sistema pederastico era parte importante della Agoghé, il rigoroso regime di educazione e allenamento sportivo cui era sottoposto ogni cittadino spartano (vedi spartiati), nonché spina dorsale dell'intero sistema politico vigente e dell'esercito spartano. All'amante o compagno più grande veniva dato il nome di eispnelos (εἴσπνηλος)-ispiratore, colui cioè che con grazia amorevole riempie il proprio favorito di virtù e coraggio; l'amato o compagno più giovane era invece noto col nome di aïtas (ἀίτας)-appartenente a.

## Storia
Gli spartani furono i primi a introdurre, per motivi di praticità, la nudità ginnica (termine che deriva appunto dal greco gymnós cioè ‘nudo’), ma anche a cospargere di oli profumati i loro corpi durante le sessioni di formazione ginnica per evidenziarne la struttura, probabilmente a fini di controllo dello sviluppo muscolare, una delle pochissime pratiche ad aver infranto la severissima austerità che li ha sempre contraddistinti.

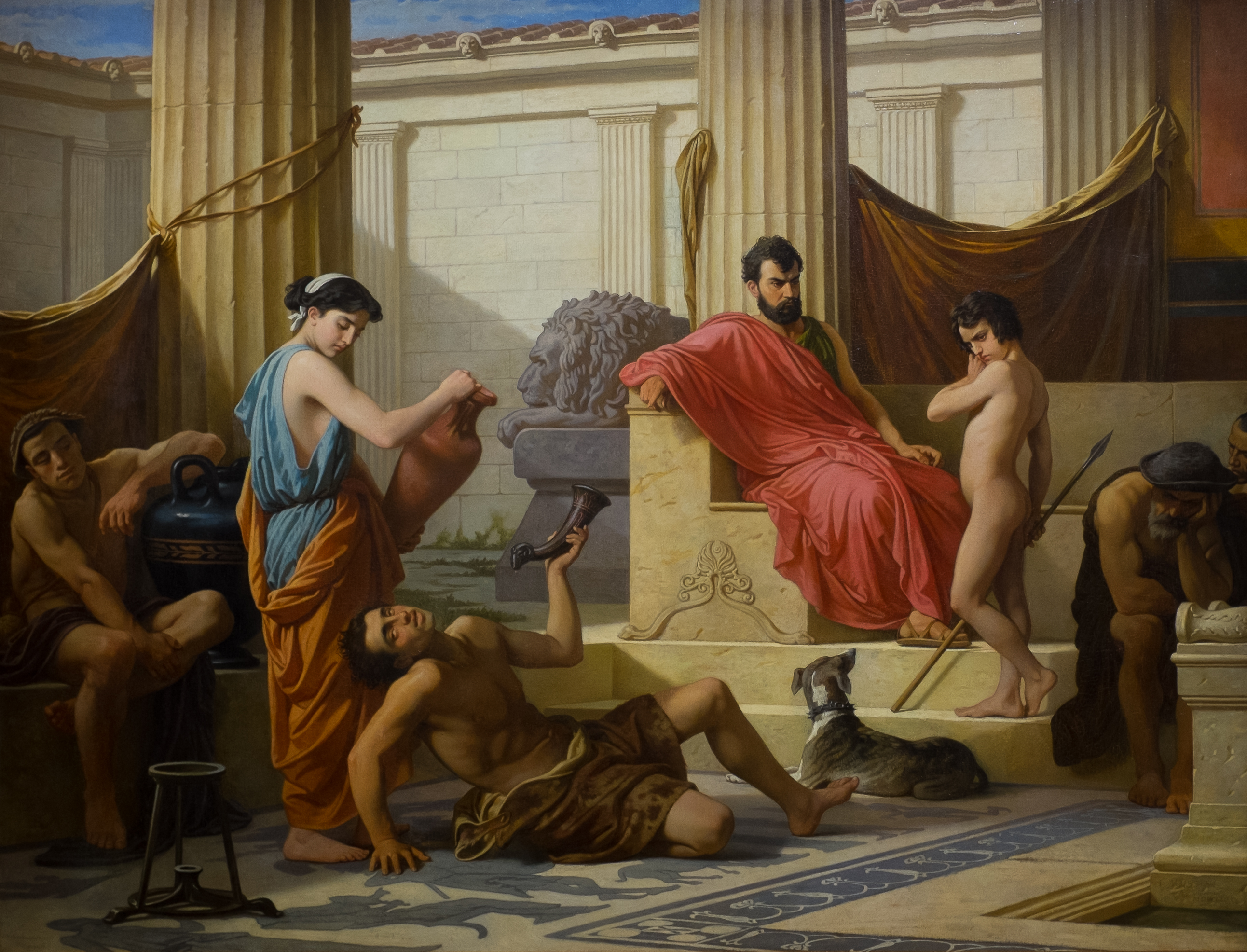
Sparta (1850), di Luigi Mussini

## Struttura
Gli spartani pensavano che l'amore di un adulto appartenente all'aristocrazia fosse decisivo per i giovani durante i loro anni di formazione, per farli crescere e svilupparli come liberi cittadini. La classe dominante ha introdotto così un'educazione basata sulla relazione pederastica, che tutti i cittadini avevano l'obbligo e il dovere di seguire e rispettare. Gli efori multavano severamente tutti gli uomini i quali, nonostante la loro eccellenza e qualificati per amare un ragazzo, non erano riusciti a far diventare l'amato altrettanto perfetto. Allo stesso modo risultava quantomai vergognoso se un ragazzo, dopo aver compiuto i dodici anni, non fosse riuscito in alcun modo a trovare un amante per sé.
A Sparta il ragazzo aveva il diritto di scegliere il suo amore, ma la sua scelta doveva esser secondo virtù non secondo interesse, dettata cioè dall'eccellenza dimostrata dall'amante e non dalle sue eventuali proprietà e ricchezze; anche il giovane sorpreso in questi atteggiamenti di avidità poteva pertanto venire multato. Se due uomini poi, avessero amato lo stesso ragazzo, invece di diventare rivali avrebbero potuto piuttosto stringere amicizia tra di loro per lavorare assieme per far sì che il giovane divenisse sempre migliore. Un'altra caratteristica che contraddistingueva e separava i ragazzi spartani dagli altri giovani greci era la loro modestia nei confronti degli amanti, scelti innanzi tutto perché diventassero propri educatori e maestri, facendo opera di insegnamento e mentoring; pertanto senza alcuna altezzosità o arroganza.
Anche se Platone suggerisce il contrario nelle sue Leggi, ove si afferma che la pratica spartana degli uomini di avere relazioni amorose con altri uomini fosse παρὰ φύσιν-contro natura, tutte le prove a disposizione sostengono invece che la pederastia spartana fosse considerata come altamente onorevole, senza cioè dover necessariamente assumere una connotazione eminentemente erotica.
Licurgo decise che se qualcuno, ammirando l'intimo-l'anima di un ragazzo, avesse cercato di avviare un'amicizia sentimentale con lui, questo sarebbe stato approvato avendo fede che una tale formazione si sarebbe nel tempo a venire rivelata preziosa. Se invece fosse divenuto chiaro che l'attrazione si dirigesse esclusivamente al corpo e alla bellezza esteriore del ragazzo, ciò avrebbe svalutato e corrotto il rapporto. Senofonte sostiene nella Costituzione degli Spartani che un tale sistema abbia contribuito a creare gli uomini più modesti, affidabili e parchi di tutta l'Ellade.
Anche Plutarco descrive questa condizione come casta e arrivo al punto di dichiarare che era impensabile per un amante trasformare la sua relazione con un ragazzo in intimità sessuale, alla stessa maniera in cui la cosa sarebbe stata impensabile per un padre nei confronti del figlio. Pure Cicerone sembra andare nella stessa direzione affermando che la terra di Laconia consentiva tutto tranne che la fornicazione (stuprum, corrispondente al greco hybris il quale si riferisce qui in particolar modo al sesso anale) dei cittadini nel loro amore per i più giovani, con indicazioni assai chiare in relazione alle violazioni e a quanto era permesso (tra questi ultimi gli abbracci affettuosi e la residenza in comune) fare agli amanti.
Claudio Eliano è andato anche oltre, asserendo che se una coppia avesse ceduto alla tentazione di lasciarsi andare ad approcci di tipo più sensuale, avrebbero dovuto esser purificati dalla colpa commessa contro Sparta, o andando in esilio o scegliendo il suicidio.
Nonostante tutte queste antiche testimonianze da parte di autori stranieri il fatto che la pederastia spartana fosse un'azione del tutto casta, sempre e comunque, pare andare contro quello che testimoniano gli scritti epigrafici rinvenuti nel 1898 sull'isola di Thera, che era stata colonizzata proprio dagli spartani: questi si riferiscono chiaramente ad atti di sesso anale compiuti da un uomo con un altro uomo. Della stessa opinione è anche Eva Cantarella; le scritte impresse sui muri nei pressi del luogo ove sorgeva il tempio di Apollo Karneios (si tratta pertanto di una zona sacra): un solo esempio è la frase che afferma "Krimon qui ha fottuto il suo fanciullo-pais" (il verbo οἴφω può indicare solamente un atto fisico). Vi sono poi continui riferimenti a divinità "courotropiche", preposte all'educazione dei giovani.
Si tratterebbe allora di iscrizioni in qualche maniera rituali volte a celebrare il compimento di cerimonie iniziatiche; tali graffiti conserverebbero quindi la memoria di un momento fondamentale e istituzionale dell'esistenza del fanciullo; quello della sua iniziazione, fase conclusiva del periodo infantile, il quale, per esser considerato definitivamente e pubblicamente superato, prevedeva un rapporto pedagogico-amoroso con un uomo protratto per un certo periodo di tempo. Bisogna dire che Thera è stata influenzata, nel corso della sua storia, anche dalla cultura proveniente da Creta in cui esisteva un rapporto privilegiato tra adulto e adolescente di tipo iniziatico-rituale, e ampiamente accettata, il quale implicava nella generalità dei casi una qualche relazione di tipo fisico.
La presunta tolleranza sessuale di Sparta in ambito pederastico era costantemente ridicolizzata nella commedia antica ateniese ove si utilizzava l'espressione "farlo alla maniera dei Lacedemoni" intendendo implicitamente il sesso anale: non è chiaro fino a che punto ciò fosse il riflesso della perenne rivalità tra le due polis.

### Aspetti militari
Pederastia e addestramento militare erano strettamente correlati a Sparta, così come d'altronde in molte altre città. Ateneo di Naucrati ha sostenuto che si compissero sacrifici al dio Eros prima di ogni battaglia. I lacedemoni eseguivano riti preparatori rivolti al daimon dell'amore prima che le truppe fossero pronte a entrare in assetto da combattimento, per incoraggiarli a evocare l'un con l'altro il meglio di sé; gli spartani erano in tal modo così ben addestrati che combatterono coraggiosamente indipendentemente da dove fossero stati schierati, sempre al meglio delle loro potenzialità.
L'amante era in ogni occasione il responsabile della formazione del ragazzo amato. Un aneddoto racconta di un cittadino degli spartiati multato dagli Efori perché il suo amato aveva cominciato a piangere durante un allenamento, cosa questa considerata essere come un segno del fatto che il ragazzo avesse un'indole troppo femminile, non era quindi stato adeguatamente istruito dall'amante dato che era solo sua la responsabilità di garantirne e verificarne le capacità e il carattere.

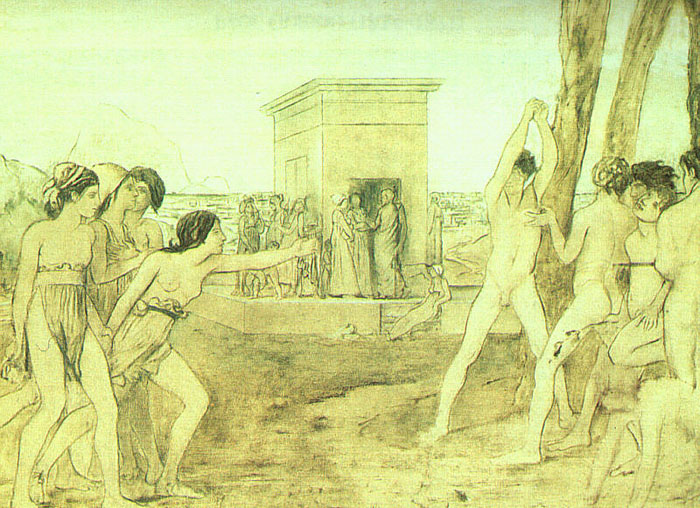
Giovani spartani, femmine e maschi insieme, si allenano nudi (1860), di Edgar Degas. Tavola preparatoria di Giovani spartani che si esercitano.

### Le donne
Analogamente a quanto avveniva per gli uomini più giovani, ci si aspettava che anche le donne si impegnassero in relazioni sentimentali con le giovani adolescenti; vi sono in ogni caso molto meno fonti a nostra disposizione nei riguardi di una qualche forma di amore istituzionalizzato tra donne nell'ambito della vita quotidiana. Plutarco scrive che non era certo il fatto che anche alle donne più virtuose di Sparta capitasse di esercitare la propria influenza sulle ragazze, accogliendo così tra loro la stessa modalità d'amore presente tra i maschi.
Un chiaro esempio di "pederastia femminile" o amore lesbico è stato ritrovato in un testo del poeta Alcmane (uno dei suoi frammenti più lunghi tra quelli pervenutici) e risalente pertanto all'incirca al 700 a.C., in cui un coro di ragazzine esprime un affetto molto intenso verso la propria insegnante: "la chioma di mia cugina Agesicore fiorisce come oro puro. Il suo viso d'argento... fanciulle occhi di viola... e mi guardi, amabile. È Agesicora che mi strugge." Ma la giovane donna, "dalle belle caviglie", si trova invece accanto a un'altra.
Si tratta probabilmente di una differenza d'età esistente tra Agesicora, la donna desiderata, e le altre ragazze nominate; non è noto se vi fosse anche un aspetto fisico nell'espressione di questo amore tutto al femminile, ma il rapporto è del tutto simile a quello descritto nei testi della contemporanea poetessa di Lesbo, Saffo. Si deve anche notare che, dal momento che il canto poetico non è stato scritto direttamente dalle ragazze (ma lo si vive per interposta persona maschile, il poeta) non si può con sicurezza asserire che ciò che viene esposto nel testo fosse previsto e incoraggiato dalla società, come parte integrante della formazione femminile.

## Feste religiose
Le Giacinzie era una delle più importanti e maggiormente seguite e celebrate feste spartane, originaria forse di Amicle; in essa si onorava il bellissimo Giacinto, il principe adolescente figlio del re di Sparta e amato con tenerezza dal dio Apollo. La festività aveva una durata di tre giorni: nel primo ci si batteva il petto in lutto per la morte del giovinetto, mentre negli altri due veniva festeggiata rispettivamente la sua rinascita e la sovrana maestà del dio. È stato ipotizzato che tale ciclo simboleggiasse il rito di passaggio della pederastia cretese di tipo iniziatico ove il bambino muore per poi rinascere rinnovato come un uomo adulto.
Gimnopedie erano il nome delle danze annuali che i ragazzi spartani compivano nudi e dove gli spettatori venivano limitati agli uomini non ancora sposati.
Uno dei tanti amanti maschi famosi di Eracle è Elacatas, onorato proprio a Sparta con un santuario e dei giochi annuali, gli Elacatea. La storia del loro amore pederastico è molto antica e vedeva Elacatas assumere il ruolo di eromenos dell'eroe mitico.

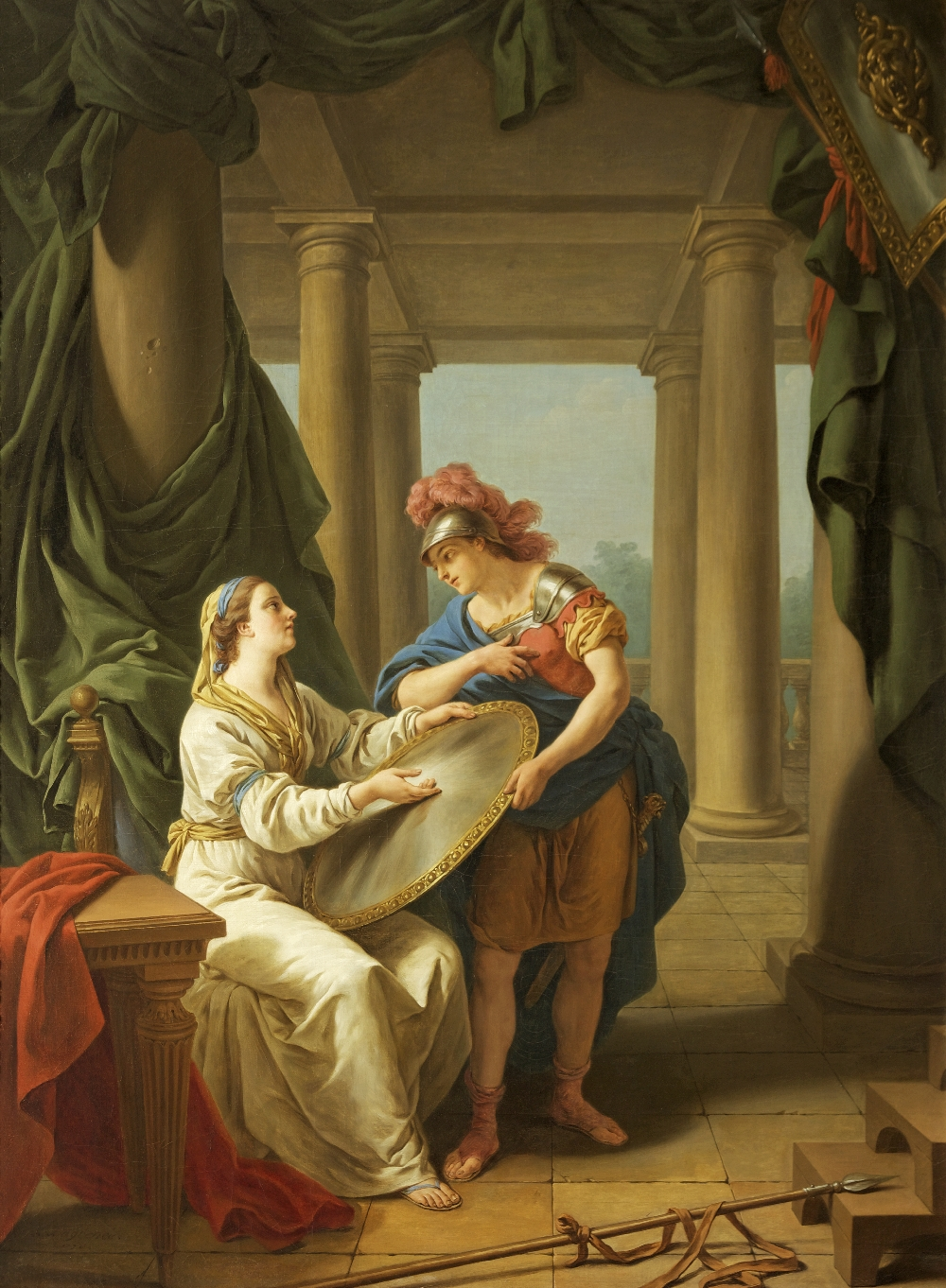
La madre spartana, che consegna lo scudo al figlio (1770), di Louis Jean François Lagrenée